# Atarba varicornis
Atarba varicornis är en tvåvingeart som beskrevs av Alexander 1913. Atarba varicornis ingår i släktet Atarba och familjen småharkrankar. Inga underarter finns listade i Catalogue of Life.